# 中央教育委員会 (琉球政府)
中央教育委員会（ちゅうおうきょういくいいんかい）とは、琉球政府に設置された教育委員会のこと。
琉球教育法（民政府布令第66号）により設置された。発足当初、委員の定数は9人とされ、そのうち8人は行政主席が立法院の同意を得て任命し、残りの1人は立法院文教社会委員会の委員長が兼任した。その後、1958年に教育委員会法（1958年立法第2号）が制定されたことで、定数が11人となり、併せて教育区教育委員による初の間接選挙制である中央教育委員選挙が1958年12月6日に実施された。
1959年当時の中央教育委員会委員氏名および就任年月は、以下の表の通り。
| 氏名       | 就任年月   | 議席番号 | 備考                                                            |
| ---------- | ---------- | -------- | --------------------------------------------------------------- |
| 伊礼肇     | 1958年12月 | 1        | 1954年8月任命され4ヵ年の任期満了後1958年12月6日公選により当選。 |
| 喜村清繁   | 1958年12月 | 2        | 1958年12月6日公選により当選。                                   |
| 幸地新松   | 1958年12月 | 3        | 1958年12月6日公選により当選。                                   |
| 国吉有慶   | 1958年12月 | 4        | 1958年12月6日公選により当選（副委員長）。                       |
| 新垣茂治   | 1958年12月 | 5        | 1958年12月6日公選により当選。                                   |
| 佐久本嗣矩 | 1956年12月 | 6        | 行政主席の任命(委員長)。                                        |
| 照屋智広   | 1956年12月 | 7        | 行政主席の任命。                                                |
| 石原昌淳   | 1958年12月 | 8        | 1958年12月6日公選により当選。                                   |
| 宮城久隆   | 1958年12月 | 9        | 1958年12月6日公選により当選。                                   |
| 砂川恵敷   | 1956年12月 | 10       | 行政主席の任命。                                                |
| 柴田米三   | 1956年12月 | 11       | 行政主席の任命。                                                |

琉球政府の行政事務部局として文教局が存在し、中央教育委員会の事務局的な業務も行うが、国家公安委員会と警察庁の関係とは異なり、中央教育委員会と文教局は双方とも行政主席の管轄下にあり対等である。

## 職務権限
中央教育委員会は政府の教育に関する事務を処理するために、文教局長の助言と推薦を得て以下の業務を行う。
- 教育政策の設定
- 教育課程の基準設定
- 政府立学校の財産の取得・管理・処分
- 文教局長の任免について、行政主席への推薦または勧告
- 文教局及び政府立学校、その他の教育機関の職員の任免その他の人事
- 文教局の部課、附属機関、支分部局に関すること
- 文教局の提出する予算の見積を承認すること
- 教育に関する立法案を行政主席に提出すること
- 法令に基づく規則の制定または改廃
- 学校が使用する教科書目録の編集
- 政府立学校以外の学校の設置・廃止・移転の基準の設定
- 社会教育に関すること
- 教育に関する法人に関すること
- 校長、教員その他職員の研修